# Rubem Bento Alves
Rubem Bento Alves (Caxias do Sul, 15/05/1918 — 08/1974) foi um político brasileiro.
Foi vereador e presidente da Câmara Municipal de Caxias do Sul em 1947. Eleito deputado estadual em 3 de outubro de 1950 pelo PTB, para a 38ª Legislatura. Depois elegeu-se prefeito, governando entre 31 de janeiro de 1956 e 1º de abril de 1959.
Foi diretor do Banco do Estado do Rio Grande do Sul entre 1959 e 1962. Elegeu-se então deputado federal pelo PTB, iniciando o mandato em fevereiro de 1963. No golpe militar de 1964, com a instauração do bipartidarismo, filiou-se ao MDB, em cuja bancada permaneceu até o final de seu mandato em janeiro de 1967. Era casado com Rosa Catarina Angeli, com quem teve três filhos.